# 超硬度材料
超硬度材料とは金属の切断や切削などに用いられる非常に硬度の高い物質の総称。代表的な物質にダイヤモンドが挙げられる。

## 硬度
超硬度材料の物質としてダイヤモンドや立方晶窒化ホウ素などが挙げられる。ナノテクノロジーの進歩によりダイヤモンド以上の硬さの物質も発見されている。また、立方晶窒化炭素（β-C3N4）も理論上はダイヤモンドより硬い物質と考えられている（合成が難しく、安定して存在していられない為、実測されていない）。
それぞれの物質の硬さは以下の通り。
| 物質名     | ハイパーダイヤモンド | ロンズデーライト | ダイヤモンド | 超硬度ナノチューブ | 立方晶窒化ホウ素 |
| ---------- | -------------------- | ---------------- | ------------ | ------------------ | ---------------- |
| 硬さ (GPa) | 350-260              | 152(理論値)      | 150-70       | 150-62             | 62               |